# Lo que le pasó a Santiago
Lo que le pasó a Santiago es una película puertorriqueña de 1989 dirigida y escrita por Jacobo Morales. La cinta narra la historia de Santiago, un hombre jubilado cuya rutina cambia al conocer a una misteriosa mujer. Se trata de la primera —y hasta la fecha, única— película de Puerto Rico que ha sido nominada al Óscar a la mejor película internacional.

## Sinopsis
A sus 65 años, Santiago Rodríguez (Tommy Muñiz) afronta resignado su nueva vida tras la jubilación. Un día, después de visitar la tumba de su esposa, conoce a una misteriosa mujer en un parque del Viejo San Juan. Ambos conversan e incluso terminan intercambiándose regalos, aunque al despedirse él se da cuenta de que ella no le ha dicho su nombre y tampoco sabe si la volverá a ver. En su siguiente encuentro, ella se presenta como Angelina (Gladys Rodríguez) y se define como una persona enamorada de la vida, pero rehúsa darle más detalles a pesar de la conexión que existe entre ambos.
La historia no se centra solo en relación de Santiago con Angelina: el protagonista también debe lidiar con su hija Nereida (Johanna Rosaly), quien está en pleno proceso de divorcio, y con su hijo Eddie (René Monclova), de quien ha afrontado sus gastos médicos al punto de tener que abandonar su retiro. Su feliz relación con Angelina le permite dejar atrás los problemas personales y retomar la alegría de vivir. Sin embargo, está tan enamorado que termina investigando sobre ella para descubrir su verdadera identidad.

## Producción
Jacobo Morales escribió el guion de Lo que le pasó a Santiago mientras dirigía una obra de teatro en el Centro de Bellas Artes, Los muchachos de la alegría, cuyo protagonista era el veterano actor Tommy Muñiz. El director decidió ofrecerle el papel de Santiago por su estilo singular y pausado, mientras que el rol de Angelina recayó en Gladys Rodríguez, con quien ya había contado en la comedia Dios los cría. Para sacar adelante este proyecto, trabajó con su esposa Blanca Silvia Eró como productora ejecutiva y con Pedro Muñiz, el hijo de Tommy Muñiz, como productor asociado. El presupuesto final fue de 500 000 dólares.
La película está rodada íntegramente en idioma español, en distintas localizaciones de San Juan, y se tardaron 42 días en grabar todas las escenas. Aunque el estreno estaba previsto para septiembre de 1989, hubo que posponerlo por el impacto del Huracán Hugo. La cinta pudo exhibirse en las salas puertorriqueñas en noviembre, justo en el límite de plazo que la Academia de Artes y Ciencias Cinematográficas marcaba para presentar cualquier película a los premios Óscar.
Después de que Pedro Muñiz enviara una copia de la cinta a la Academia con subtítulos en inglés, Lo que le pasó a Santiago fue nominada al Óscar a la mejor película de habla no inglesa en la 62.ª edición, que recayó finalmente en la italiana Cinema Paradiso. Se trata de la primera película de Puerto Rico que ha sido nominada en la categoría internacional, así como la única hasta la fecha. También ha sido exhibida en el Festival de Cine Iberoamericano de Huelva.

## Reparto
La siguiente lista solo recoge a los actores principales:
- Tommy Muñiz - Santiago Rodríguez
- Gladys Rodríguez - Angelina
- René Monclova - Eddie
- Johanna Rosaly - Nereida
- Roberto Vigoreaux - Gerardo
- Jacobo Morales - Aristides Esquilín

## Premios
| Fecha | Premio        | Categoría                          | Receptor(es)   | Resultado |
| ----- | ------------- | ---------------------------------- | -------------- | --------- |
| 1989  | Premios Óscar | Mejor película de habla no inglesa |                | Nominada  |
| 1991  | Premios ACE   | Mejor director                     | Jacobo Morales | Ganador   |